# Barrio de Hedas (Pau)
El Barrio de Hédas es uno de los barrios históricos de la ciudad de Pau, situado en el departamento francés de Pirineos Atlánticos. El distrito se llamaba antiguamente Quartier de la Fontaine, Côte de la Fontaine o incluso Faubourg de la Fontaine. En bearnés, su antiguo nombre era Coste de la Hount. Este barrio fue alguna vez sede de artesanos, cabarets y posadas. 

## Introducción
El barrio está situado en la parte baja de la ciudad. El barrio de Hédas se extiende a lo largo de 1,3 km, desde el castillo de Pau hasta la plaza de España, y se levanta sobre el barranco del antiguo arroyo de Hedas, que da nombre al barrio, antiguo afluente del Gave de Pau, actualmente subterráneo, y  cuya profundidad varía de 6 a 20 metros.
Este arroyo, hoy enteramente subterráneo, que nace a unos 6 km al este de Pau, en Idron, y desemboca en el Gave de Pau, aguas abajo del castillo de Pau. El arroyo se rellenó en la década de 1850 para crear el canal de Hédas, que es el más antiguo de la ciudad.
La arquitectura típica del barrio ofrece fachadas de guijarros, procedentes del antiguo lecho de un arroyo.
En el siglo XXI, es uno de los barrios más animados de Pau, hogar de numerosos bares y restaurantes. Desde la renovación de 2017, la zona también se ha convertido en un punto de encuentro y paseo para familias.
El punto central es la Place Récaborde, nombre del antiguo jugador de rugby y luchador de la resistencia bearnesa François Recaborde, originario del distrito, es el centro del Carnaval de Biarnés y de Hestiv'Òc. Desde el 1 de julio de 2022, el distrito acoge La Ciutat, el nuevo corazón de la cultura Bearne.

## Geografía

### Situación
El barrio de Hédas toma su nombre del antiguo arroyo que serpenteaba por este lugar. El barranco de Hédas, situado en el corazón de la localidad de Pau, recuerda su curso, delimitando un montículo en cuyo extremo occidental se construyó el castillo de Pau.
El desnivel del barranco varía de 20 m a  6 m  respecto a la parte alta del pueblo.
El acceso al barrio se realiza por la rue René Fournets o la rue de la Fontaine, y el acceso peatonal es posible desde el parque Castillo de Pau y la Place de la Monnaie, y también desde la Place d'Espagne.
Un ascensor accesible desde la Place d'Espagne le llevará a la muy comercial Rue des Cordeliers, que domina el barrio.

#### Antiguo curso del arroyo
El Hédas tenía su origen en la antigua propiedad del Docteur Boutilhe, cerca de la carretera de Tarbes. Luego, el arroyo atravesó el Asile Saint-Luc (hoy Centro Hospitalario de los Pirineos), la avenida des Lauriers, luego la avenida Thiers para llegar a la rue Emile-Garet, en su extremo occidental, y siguió el barranco de Hédas para desembocar en el canal de las fábricas de Heïd. en la calle de los Ponts.

### Morfología urbana
La arquitectura típica del barrio se compone de casas de dos plantas, a diferencia del hábitat tradicional de la campiña Bearnesa, la casa Bearnesa, ya que el barrio está formado por casas de dos plantas con fachadas de guijarros procedentes del antiguo enlace de la corriente.

## Historia

### Edad Media

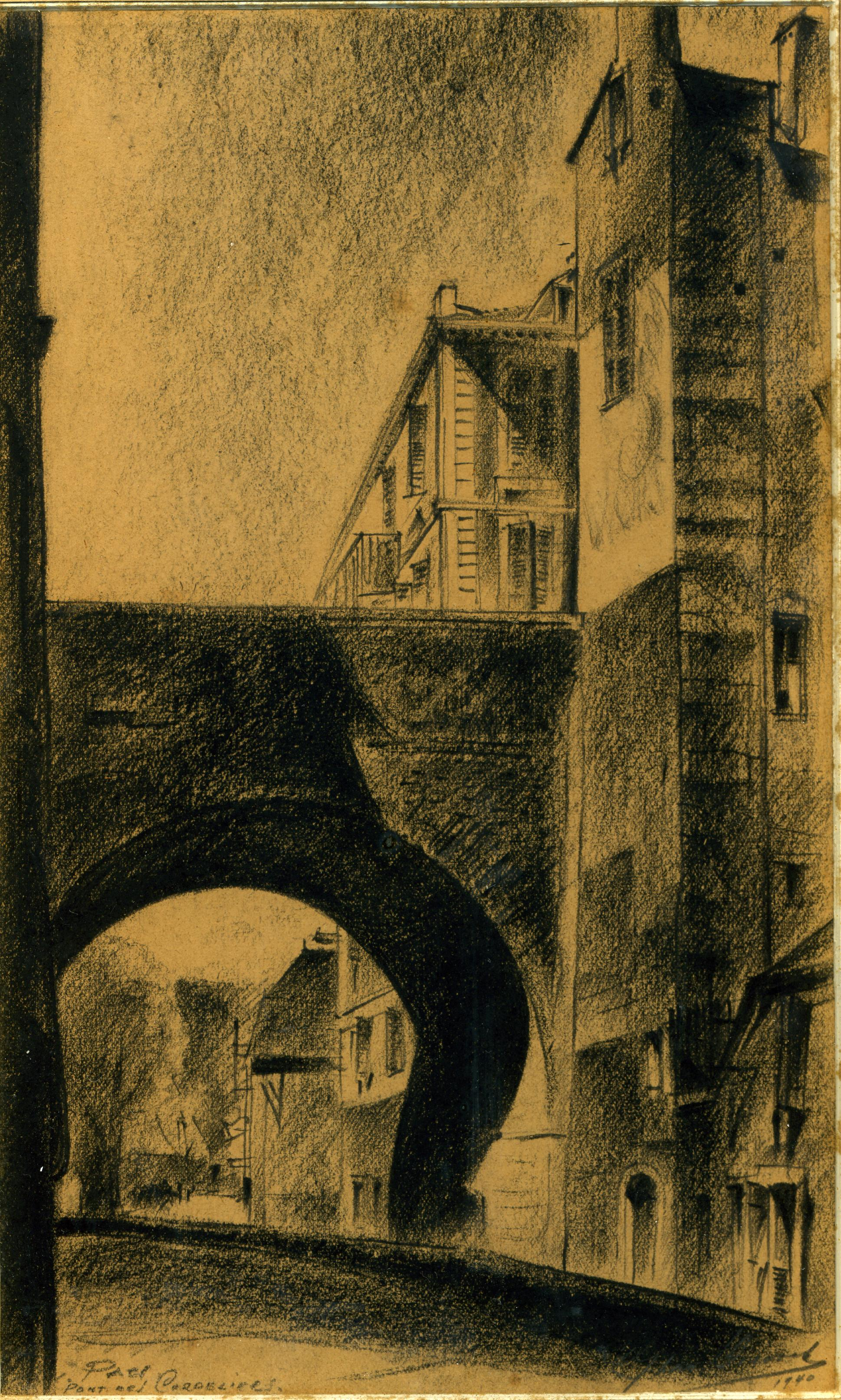
El viejo puente de la Rue des Cordeliers que domina el Hédas.

El barranco de Hédas ofrecía a los vizcondes de Bearn, radicados en el castillo de Pau, y a los habitantes de Borg Vielh una protección defensiva natural, mientras que el arroyo abastecía de agua potable a la ciudad.
En 1587, las orillas del Hédas sirvieron como pastos comunales hasta el siglo XIX. Sin embargo, el matadero creado en 1493 provocaba importantes molestias olfativas.
A partir de 1737, el matadero se trasladó a las orillas del Gave de Pau, en el barrio de la Moneda.
Duró desde la Edad Media hasta el siglo XXI, una mala reputación debido a una historia turbulenta y una ubicación geográfica particular.
El barrio de Hédas ha sido despreciado durante mucho tiempo por los Palois, ya que sirve esencialmente como fuente de agua y lugar de pastoreo para los rebaños.
También de este arroyo venía la gente a recoger las piedras y arena necesarias para la construcción de casas, o para pavimentar las calles de la parte alta de la ciudad.
Según la leyenda, el barrio fue también lugar de duelos de espadas desde el siglo XVI.
Finalmente, la estrechez de las calles y la pequeñez de las casas también hacían que el barrio fuera poco acogedor a los ojos de los demás vecinos de la ciudad.

### Renacimiento
El valor defensivo que representó el arroyo de Hédas en la Edad Media se desvanece y se convierte en un obstáculo a superar cuando la ciudad quiere expandirse hacia el Este y el Norte.
Después de la coronación de Luis XIII, una de sus primeras decisiones fue restablecer el libre ejercicio del culto católico en todo Béarn, y en la ciudad de Pau, tierras muy calvinistas bajo el reinado de Juana de Albret, único estado protestante en ' Europa del sur .
Esta decisión prevista por el Edicto de Nantes pero no aplicada por Enrique IV, luego la regente María de Medici desencadenó un movimiento de resistencia en nombre de la " causa reformada ", y en junio de 1620, cansado de las dilaciones del parlamento, decidió marchar sobre Bearna para imponer la ejecución de su edicto de 1617 .
Así, el movimiento de Contrarreforma iniciado por Luis XIII dio lugar al establecimiento de numerosos conventos en Pau. Los Cordeliers se establecieron a orillas del Hédas en 1651. Allí construyeron la capilla de los Cordeliers, terminada en 1659.  Los Cordeliers se referían a los franciscanos establecidos en Francia. Según la leyenda, el rey San Luis, durante una cruzada, preguntó por la identidad de estos religiosos tan combativos con los sarracenos . Le habrían dicho que eran “ de cuerdas atadas », ya que estos monjes llevaban una gran cuerda llena de nudos en sus túnicas caseras.
En 1659, el barrio era muy pobre y concentraba el 70% de los artesanos de Pau.

### Revolución
Durante el período revolucionario, el barrio apenas cambió. Sin embargo, la comunidad religiosa de los Cordeliers, creada durante la Contrarreforma, desapareció. En consecuencia, el Convento de los Cordeliers (hoy Plaza de la Liberación, frente al Palacio de Justicia de Pau) pasó a ser propiedad de la ciudad, que lo hizo derribar para expandirse hacia el Norte.
Después del puente Cordeliers, el Pont Neuf y la calle Rivarès, se abre un nuevo eje de desarrollo hacia el norte : la ciudad ha conquistado definitivamente el barranco de Hédas.

### Belle Époque
En 1852, Jean Théodore Heïd hipotecó sus propiedades, en la calle Marca, para adquirir los molinos. La instalación del molino harinero de Heïd atrajo a otras empresas y marcó el inicio del desarrollo industrial de la parte baja del distrito de Hédas, proporcionando los numerosos canales la energía necesaria a las fábricas.
Esta zona anteriormente estaba compuesta únicamente por saligues.
La mala fama del arroyo y del barrio proviene también de su papel de cloaca natural ya que allí se arrojaba la basura de la ciudad. El decreto de la prefectura del 29 de mayo de 1857 había autorizado a la ciudad a cubrir el arroyo que atraviesa la ciudad, entre la calle Emile-Garet y el puente del castillo, la calle Marca.
Los trabajos de limpieza, desde la calle Émile-Garet hasta la fuente, siempre fueron responsabilidad de los propietarios.
En 1854, para acabar con las molestias, el pueblo de Pau empezó a rellenar el arroyo.
A partir de 1873, la ciudad instaló un sistema de alcantarillado y el lecho del arroyo pasó a ser el colector de la ciudad. 
en XXI 21 siglo, este coleccionista está enterrado a más de 3 metros bajo tierra. La entrada es por la Place Récaborde.
La mala fama del barrio continuó durante todo el siglo XIX desde que allí se ubicó la casa del último verdugo de Pau. Jean Ferrou murió allí en 1885 después de haber comprado casi todo el distrito.

### Barrio español en elsigloXX

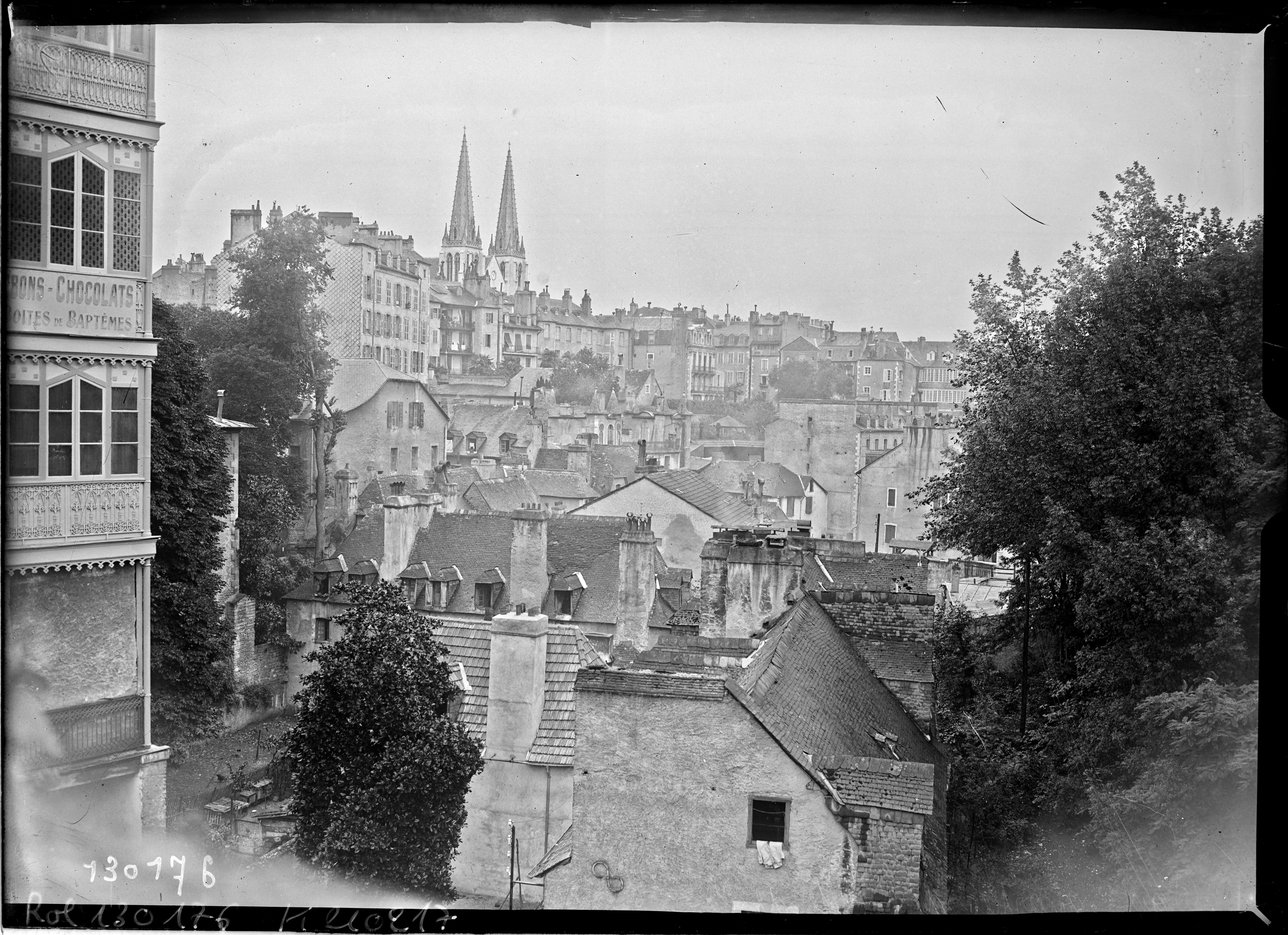
Pau, vista de los Taudis du Hédas en 1928.

A principios del siglo XX, nació en este distrito la autora Celou Arasco nacida en 1921 de madre bearnesa y padre de origen español. Arasco ganó el Prix Fénéon en 1950 por su novela La Côte des malfaisants, que pone de relieve la mala fama del barrio. Publicada originalmente en 1948, la historia se desarrolla en los años 30, en el corazón de Hedas, reflejando los recuerdos de infancia de Arasco.
Durante el siglo XX, tras la guerra civil española, varios centenares de refugiados españoles fueron acogidos en el barrio. Un tercio de ellos eran aragoneses. Se trató esencialmente de una emigración económica, pero la identidad pirenaica común facilitó la integración de estas poblaciones.
El distrito recibió así el sobrenombre de "pequeña España" o "la Cuesta la Fuente".
En los años 1930 estuvo activo allí un club de fútbol llamado US Fontaine, con sede en el 11 bis rue des Cordeliers.

#### Mapa Léon Jaussely
En los años 1920, el plan de desarrollo, embellecimiento y ampliación de Pau del arquitecto Léon Jaussely para la modernización de Pau en el marco de la ley Cornudet, preveía transformar el barrio de Hédas en un gran jardín del centro de la ciudad.

### El barrio delsigloXXI
Completamente renovado en 2017, Hédas es ahora una zona animada del centro de Pau y un lugar de paseo para familias en el corazón de la ciudad. Hoy en día alberga numerosos bares y restaurantes, y tiende a recoger la antorcha de las noches festivas que antes ocupaba el Triangle District.

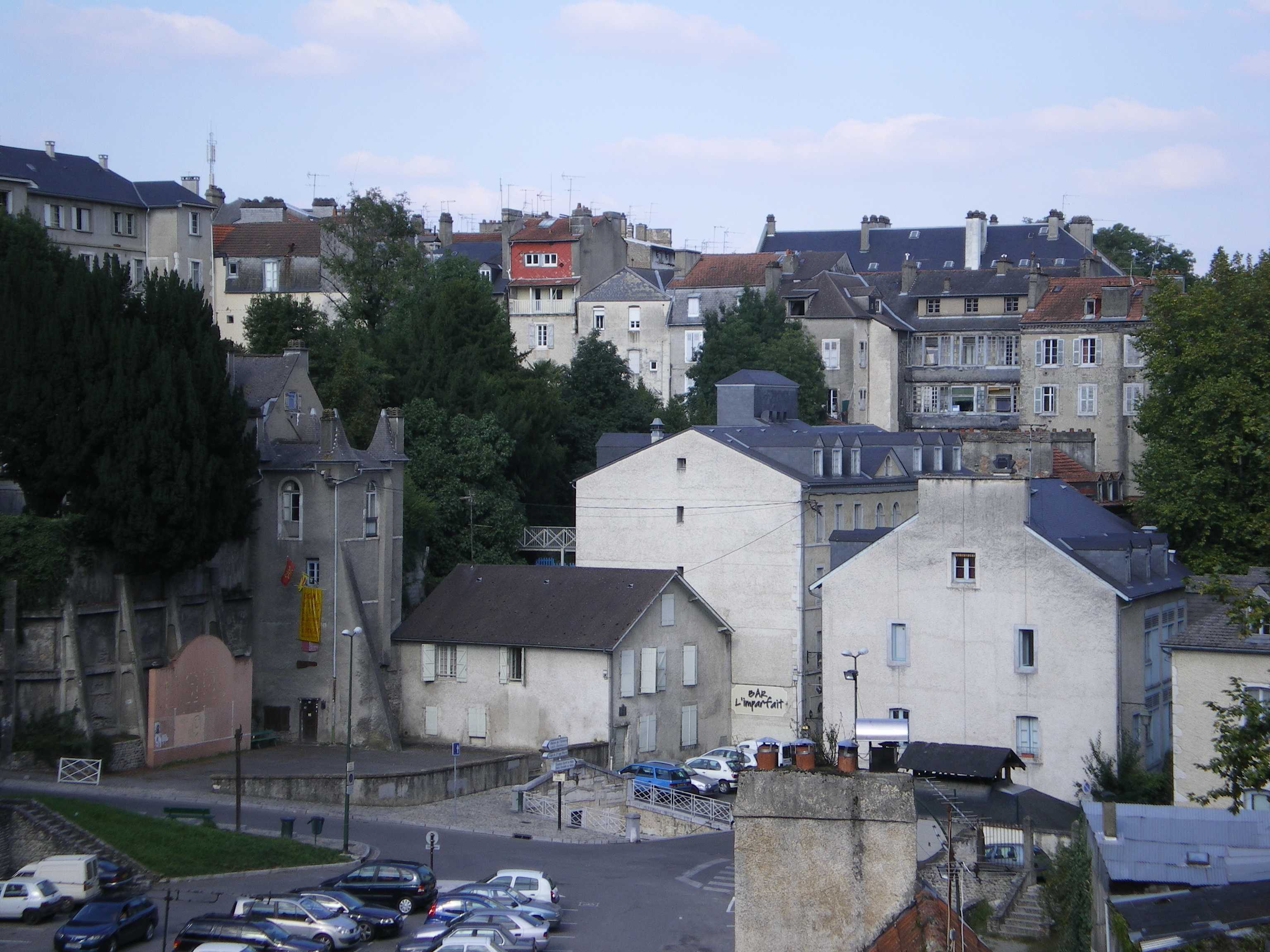
Vista del barrio desde la parte alta de la ciudad antes de la reforma.
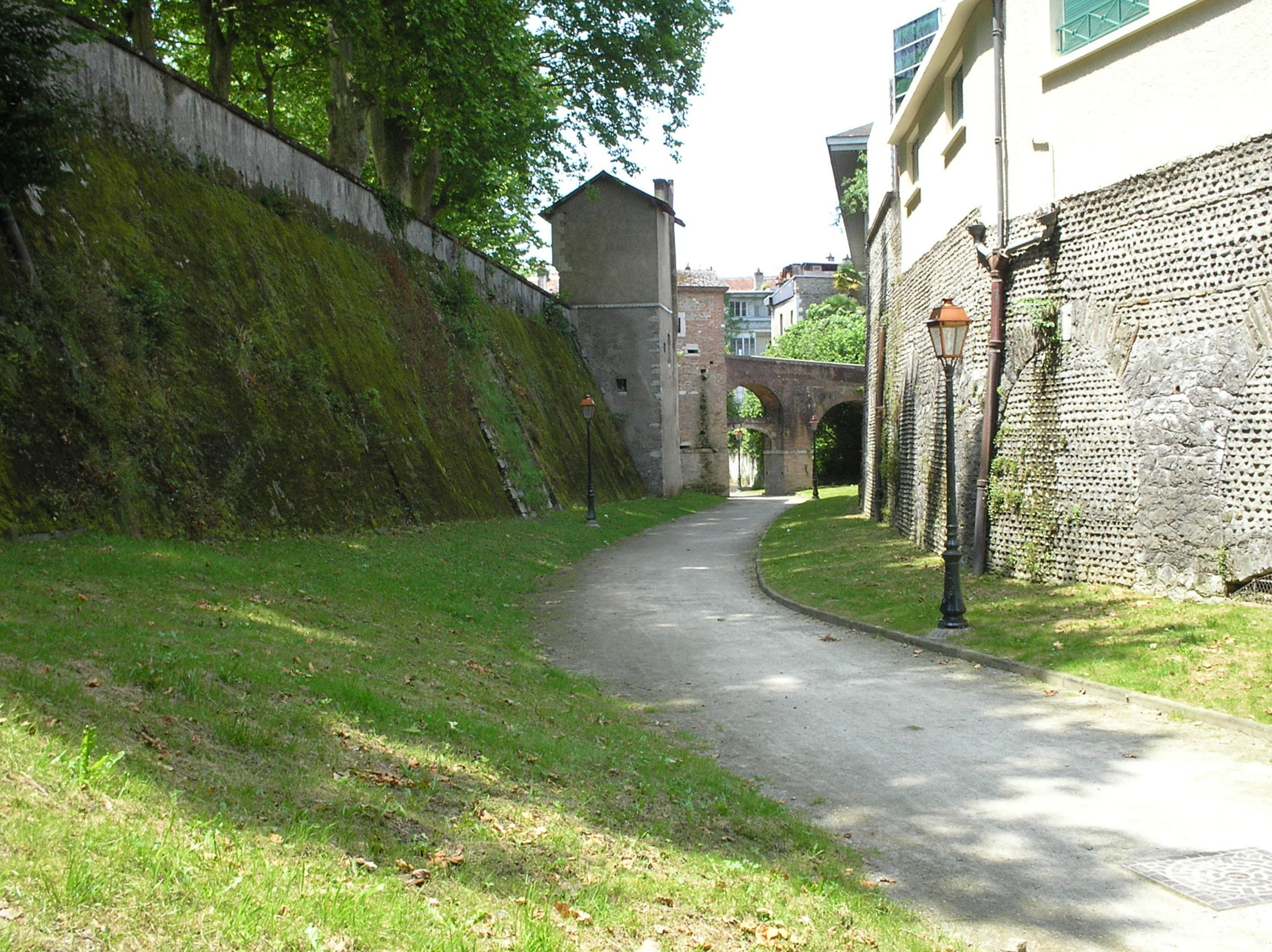
Puente de Lassansaá.
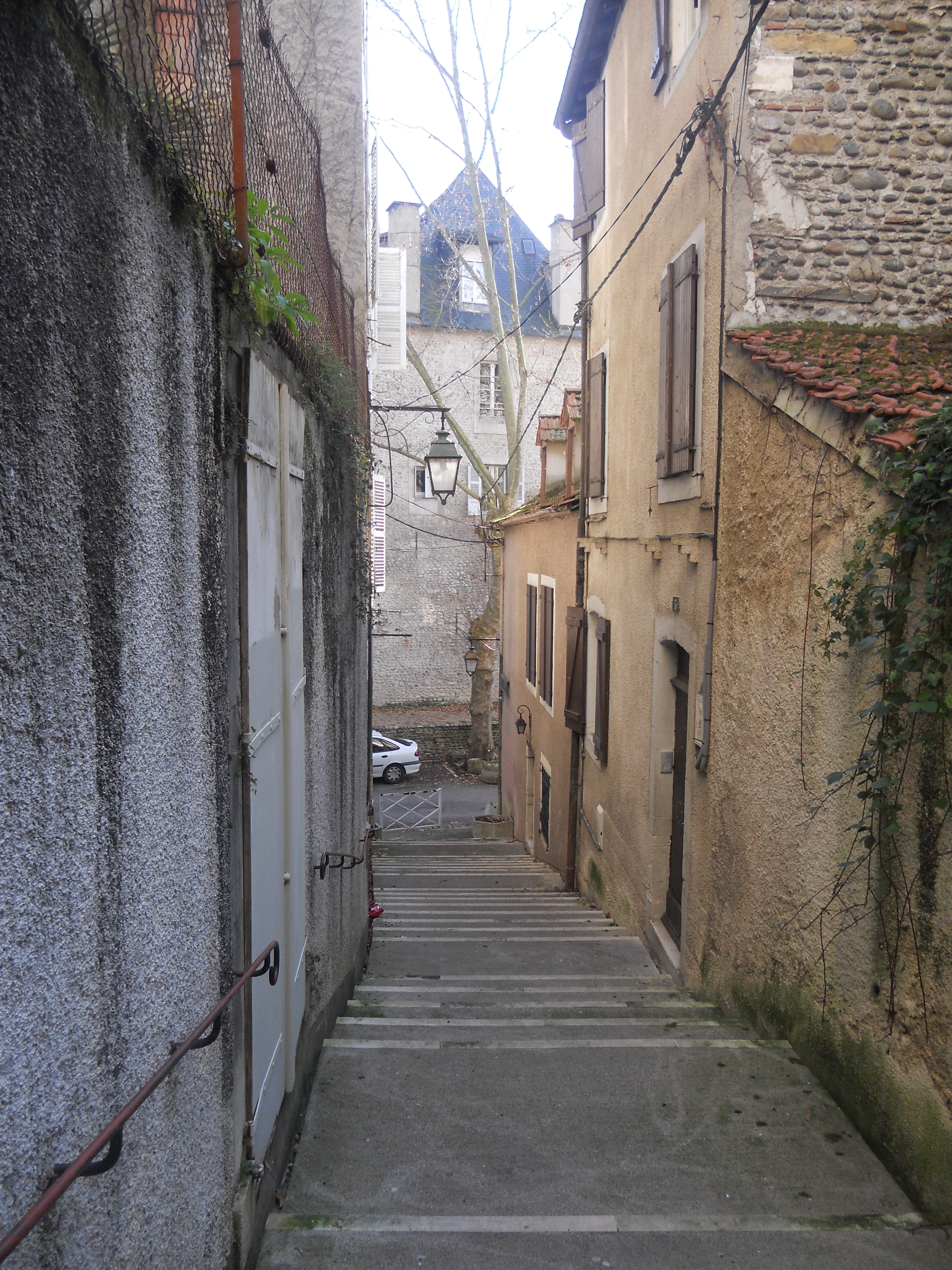
Pasaje Parentoy.
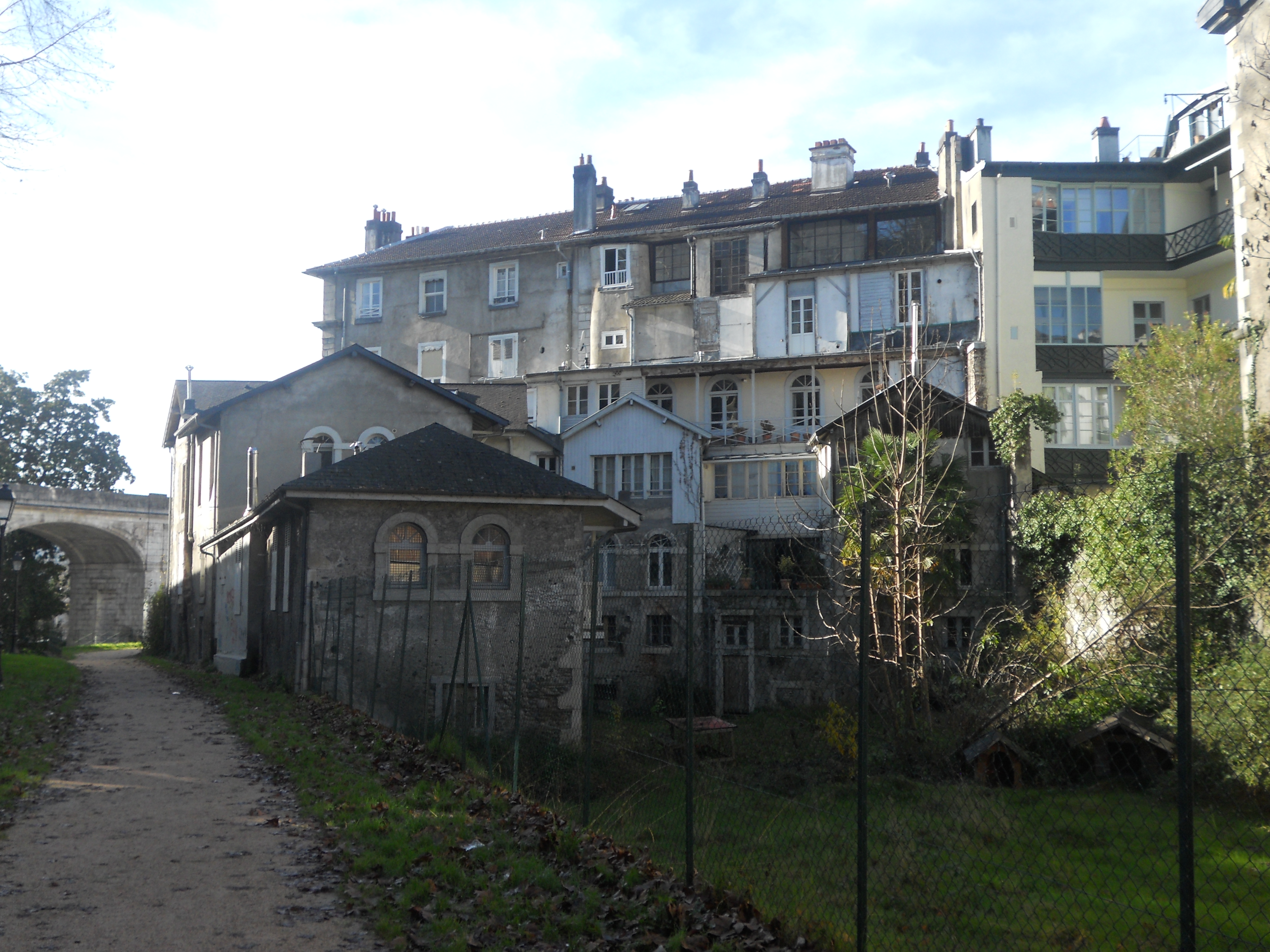
Edificios al pie del castillo.
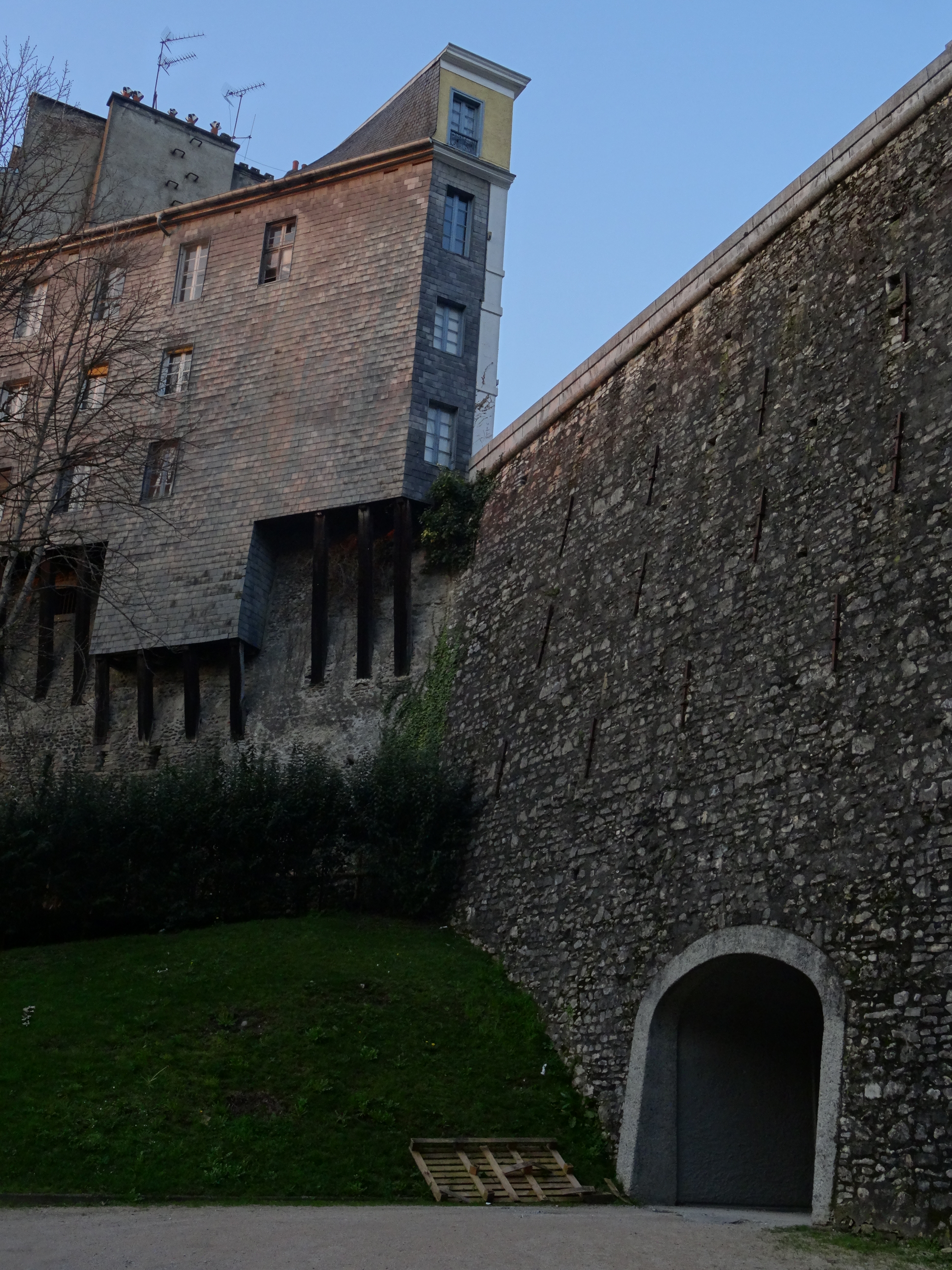
Nuevo puente en la rue Bordenave d'Abère.
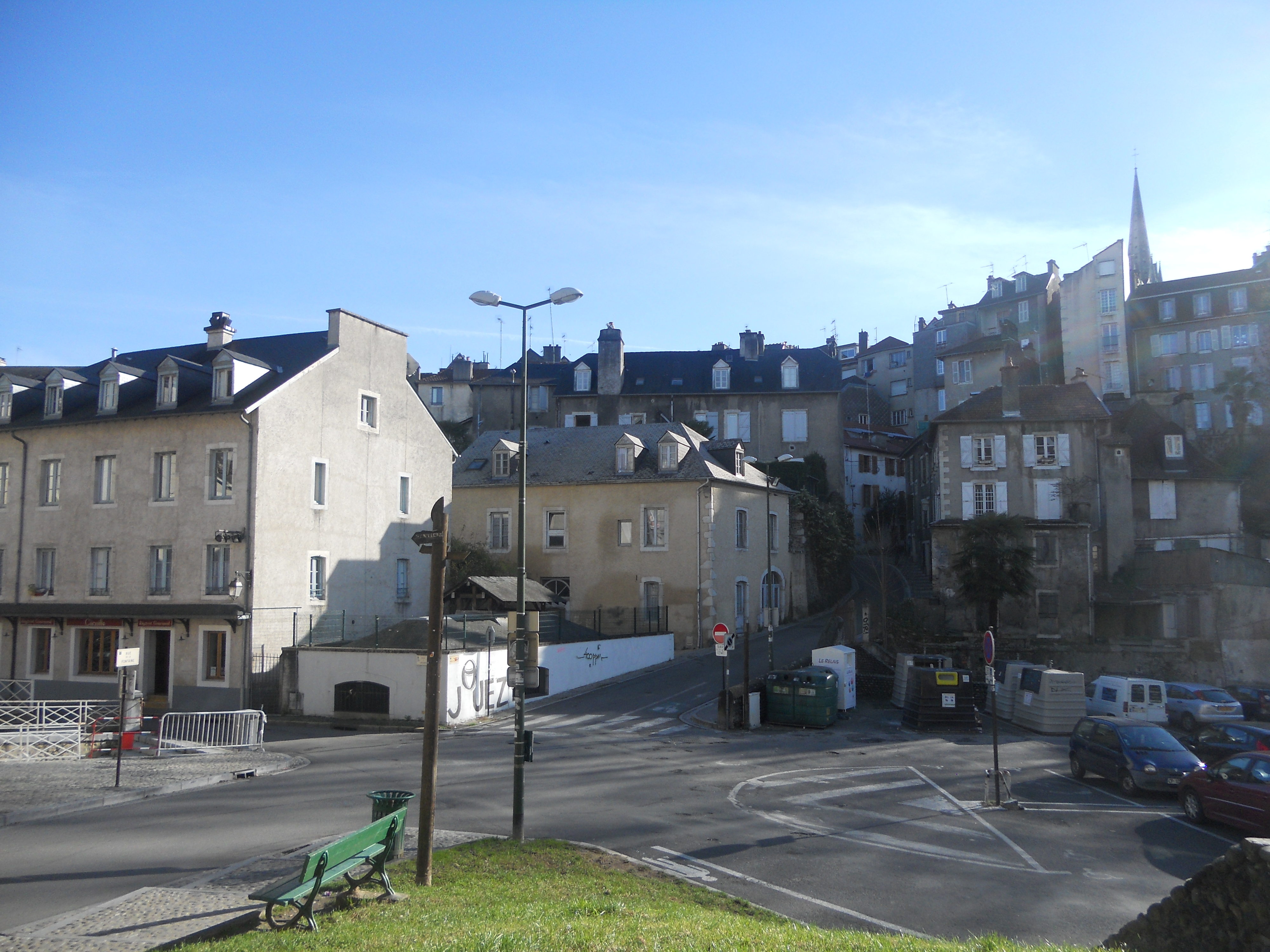
Place Récaborde antes de su renovación.

## Cultura y patrimonio

### Cultura popular
Allí se rodó parcialmente la película estadounidense Y llegó el día de la venganza (Behold a Pale Horse), dirigida por Fred Zinnemann y estrenada en 1964. Se basa en la vida del anarquista español Quico Sabaté.
Como anécdota singular, el actor Jean Rochefort desempeña un papel secundario de sacerdote, pero no aparece acreditado en su filmografía, ni siquiera en Internet Movie Database.
La novela La Côte des malfaisants de Celou Arasco ganó el Prix Fénéon en 1950 y se centra en el barrio. El libro fue reeditado en 2016 por las ediciones de Ariège Les 3 Chaises.

### Calles pintorescas y patrimonio arquitectónico.

#### La Fuente de Hedas

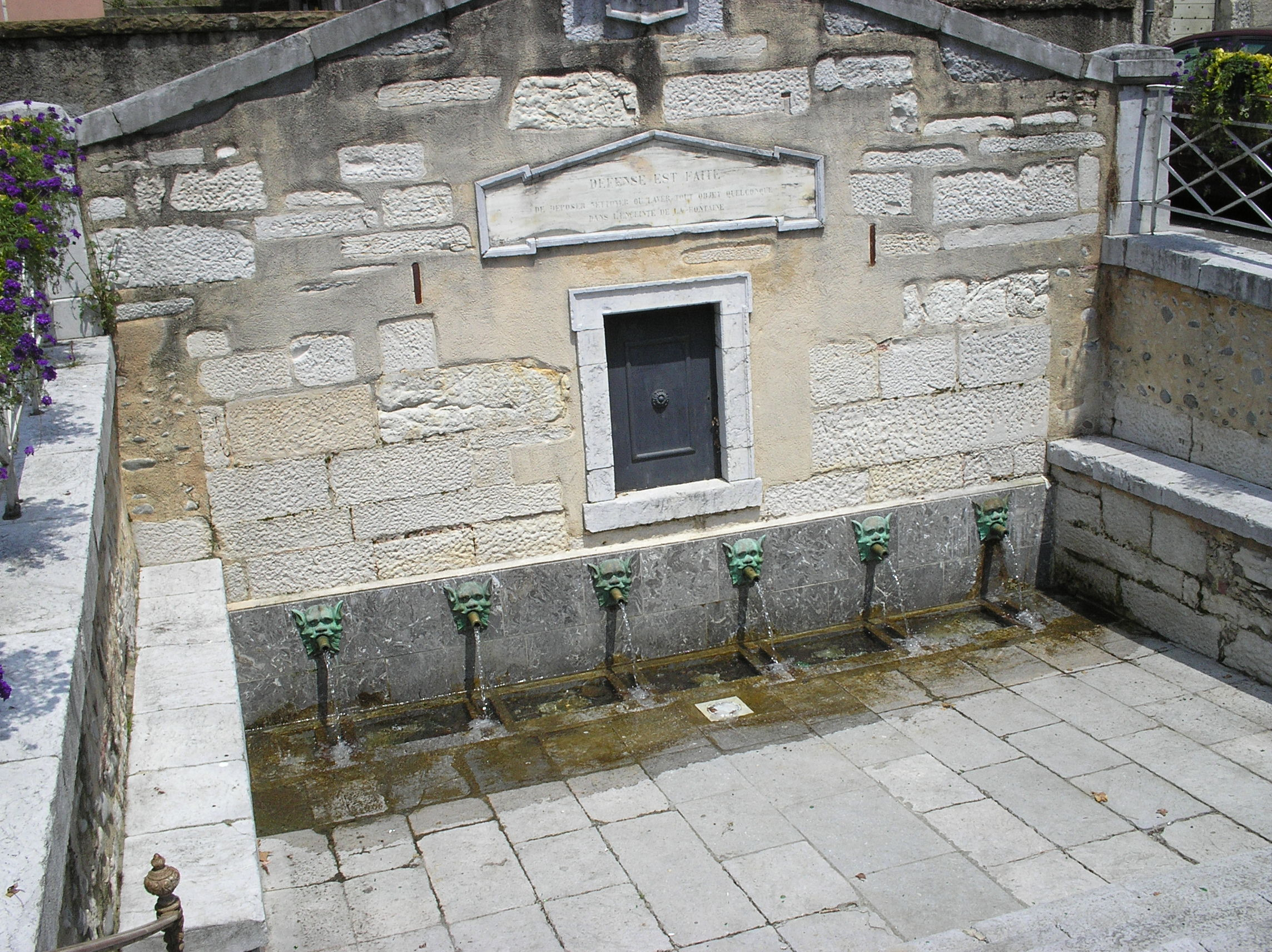
La fuente de Hédas antes de su renovación

La fuente del barrio fue durante mucho tiempo el único punto de agua de la ciudad de Pau. Varias veces amenazada por proyectos urbanos, resistirá los embates del tiempo. Su forma actual es heredada del siglo XVIII, con importantes modificaciones en el siglo XIX.
La calle de la Fontaine ha sido durante mucho tiempo el único acceso al barrio.

##### Caza de las Hadas
Como en todo Bearne, y en la zona de los Pirineos, Pau tenía una fuente de hadas, que generalmente se sitúa cerca del cementerio actual.  Las hadas se reunían por la noche, el sábado, y los enfermos acudían a la fuente con la esperanza de una curación milagrosa.
En la Edad Media, las investigaciones se dirigían contra las brujas y, a menudo, iban seguidas de arrestos. Estas víctimas de la superstición pública fueron encerradas en la prisión más cercana al lugar donde habían sido apresadas, captionades.
Así, las brujas eran retenidas “con grilletes y cepos, encadenadas de pies y manos, en las prisiones de Navarrenx, Bougarber, Oloron, Salies y Pau, la capital.
Alexis Peyret, en Los condes de Biarnes que Marcel Amont musicaliza, relata sus experiencias con las hadas.

#### El lavadero
La lavandería fue durante mucho tiempo una herramienta de trabajo para las mujeres del barrio que lavaban la ropa de los grandes hoteles o para los residentes adinerados de los barrios altos de la ciudad. También fue un lugar de vida social, irónicamente fue apodada la cámara de diputados. Su estructura de madera y sus piscinas todavía existen, pero están ocultas detrás de un muro elevado.

#### La torre del verdugo

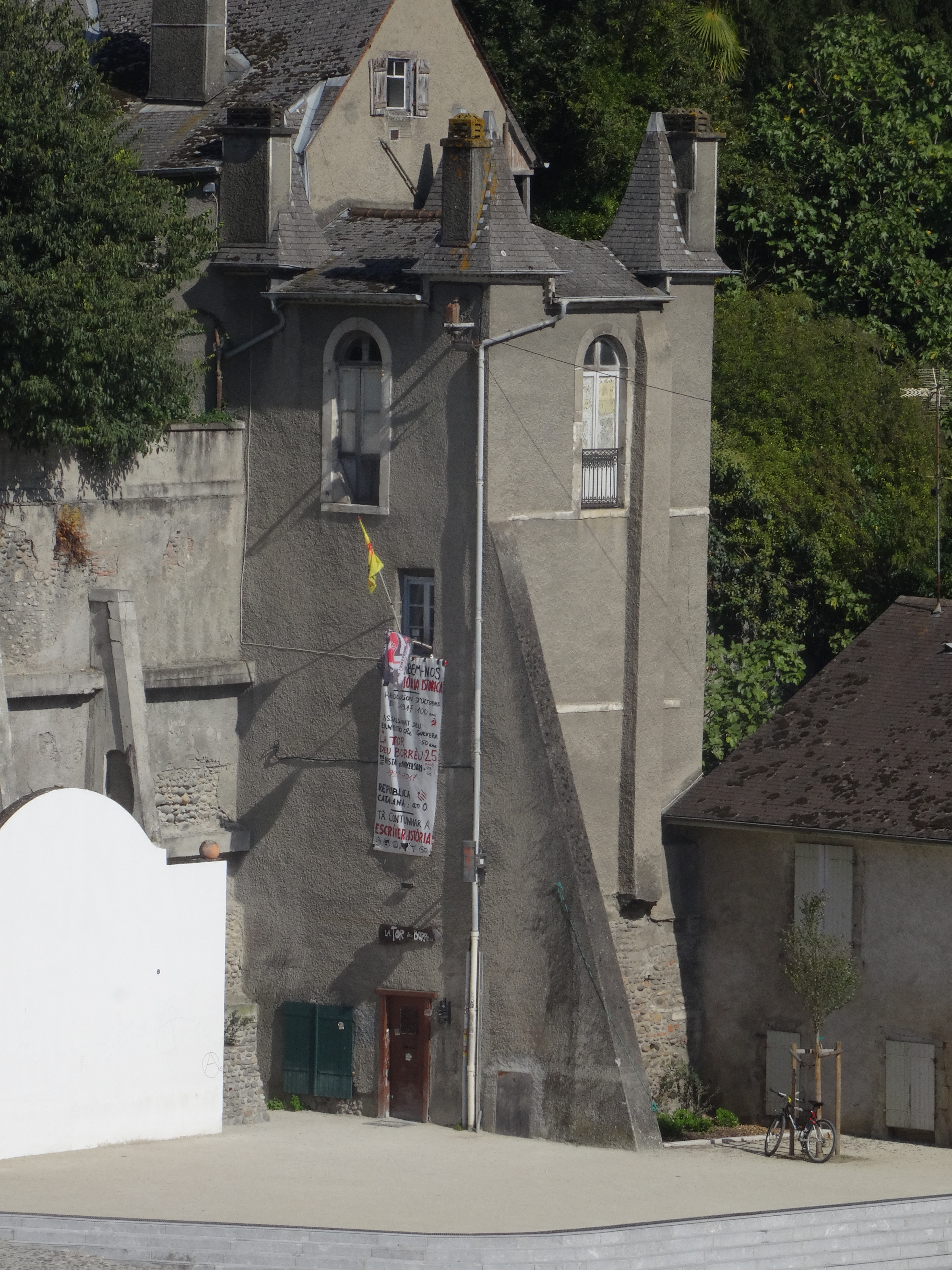
Tor du Borrèu.

La Torre del Verdugo o tor deu borrèu en bearnés, es la casa del último verdugo de Pau. Aún se encuentra en pie, decorado con un león en su fachada. Se dice que en 1689, no se pudo encontrar ningún verdugo para ejecutar una sentencia. Por tanto, entre los condenados se eligió a un hombre que finalmente fue perdonado.
Pagado por cada ejecución, el verdugo se beneficiaba de un privilegio particular debido a su función. De hecho, se beneficiaba del derecho a apoderarse de un puñado de todas las mercancías vendidas en los mercados de Pau.
Esta costumbre es similar a la de los molineros que, en Bearn, tomaban la «punhère», cantidad indeterminada de granos y tomados con las manos juntas (puñado de grano) como pago en especie por la molienda.
En 1642, el molinero de Ousse fue condenado por el parlamento de Navarra por haber incurrido en este tipo de castigo brutal en su molino. Allá «molienda del molinero de Oousse» se ha convertido así en una expresión en Bearn para designar la violencia infligida a una mujer.

### Los puentes del barrio
El barranco de Hédas fue durante mucho tiempo un obstáculo para el desarrollo de la ciudad. Tras ampliarse ampliamente hacia el este, se decidió construir numerosos puentes para iniciar el desarrollo de la ciudad hacia el norte. Se construyó así un conjunto de siete puentes para salvar este obstáculo natural:
- el puente Rue Marca, que conecta el castillo de Pau con el parque.
- el Pont Neuf en la rue Bordenave d'Abère, terminado en 1786.
- el Puente de los Cordeliers, primer puente sobre el barranco terminado en 1678.
- el Puente Serviez, anteriormente llamado Puente de la República, terminado en 1802.
- el puente Samonzet, terminado en 1840 cuando se creó la calle del mismo nombre.
- el puente de Lassansaà, un puente de ladrillo rojo cuya primera versión fue creada por Catalina de Borbón.
- el puente de la rue Rivarès, el puente más oriental.